# ثورنام، نورفک
ثورنام (به انگلیسی: Thornham) یک روستا و محله مدنی در بریتانیا است که در King's Lynn and West Norfolk واقع شده‌است. ثورنام ۱۳٫۴۷ کیلومتر مربع مساحت و ۴۹۶ نفر جمعیت دارد.